# Арболес (Колорадо)
Арболес (англ. Arboles) — переписна місцевість (CDP) в США, в окрузі Арчулета штату Колорадо. Населення — 308 осіб (2020).

## Географія
Арболес розташований за координатами 37°1′15″ пн. ш. 107°25′18″ зх. д. / 37.02083° пн. ш. 107.42167° зх. д. (37.020861, -107.421744).  За даними Бюро перепису населення США в 2010 році переписна місцевість мала площу 16,05 км², з яких 13,39 км² — суходіл та 2,66 км² — водойми.

## Демографія
Згідно з переписом 2010 року, у переписній місцевості мешкало 280 осіб у 136 домогосподарствах у складі 84 родин. Густота населення становила 17 осіб/км².  Було 211 помешкання (13/км²).
Расовий склад населення:
| - 81,4 % — білих - 3,2 % — корінних американців - 0,7 % — чорних або афроамериканців - 0,4 % — вихідців з тихоокеанських островів - 0,4 % — азіатів - 12,5 % — осіб інших рас |

До двох чи більше рас належало 1,4 %. Частка іспаномовних становила 22,1 % від усіх жителів.
За віковим діапазоном населення розподілялося таким чином: 15,4 % — особи молодші 18 років, 60,7 % — особи у віці 18—64 років, 23,9 % — особи у віці 65 років та старші. Медіана віку мешканця становила 55,0 року. На 100 осіб жіночої статі у переписній місцевості припадало 110,5 чоловіків;  на 100 жінок у віці від 18 років та старших — 107,9 чоловіків також старших 18 років.
Середній дохід на одне домашнє господарство  становив 47 510 доларів США (медіана — 40 595), а середній дохід на одну сім'ю — 49 363 долари (медіана — 41 429). За межею бідності перебувало 5,3 % осіб, у тому числі 0,0 % дітей у віці до 18 років та 0,0 % осіб у віці 65 років та старших.
Цивільне працевлаштоване населення становило 80 осіб. Основні галузі зайнятості: освіта, охорона здоров'я та соціальна допомога — 20,0 %, публічна адміністрація — 15,0 %, науковці, спеціалісти, менеджери — 13,8 %.